# Hydrurga leptonyx
La foca leopardo (Hydrurga leptonyx) es una especie de mamífero pinnípedo de la familia de los fócidos. Se trata de una especie solitaria y agresiva y es la principal depredadora del pingüino emperador en la Antártida.

## Descripción
Son grandes y musculosas; su espalda y cabeza son de color gris oscuro y su vientre es gris claro. La parte ventral de su cuello es blanquecina con puntos negros que le dan el nombre y que se extienden por el pecho. Su cabeza es cuneiforme, su hocico, rasgado, y su cuello, relativamente largo. Su tórax es ancho y largo, y en su cintura escapular se articulan aletas pectorales potentes y relativamente largas. Las hembras son generalmente más grandes que los machos, algo muy inusual en los pinnípedos; la longitud del cuerpo de estos alcanza entre 3 y 3,8 m, y el peso hasta 320 kg, en tanto las hembras alcanzan de 3,5 hasta 4 m de longitud y un peso de 500 a 600 kg.
Sus sentidos de la vista y el olfato están muy desarrollados, a lo que se aúna su forma hidrodinámica, para convertir esta especie en un depredador terrible. Cazan bajo el agua, aunque no se zambullen profundamente. Sus dientes delanteros son agudos, los caninos son largos, los postcaninos presentan tres cúspides afiladas y sus muelas se traban de manera que recojan los camarones krill. 

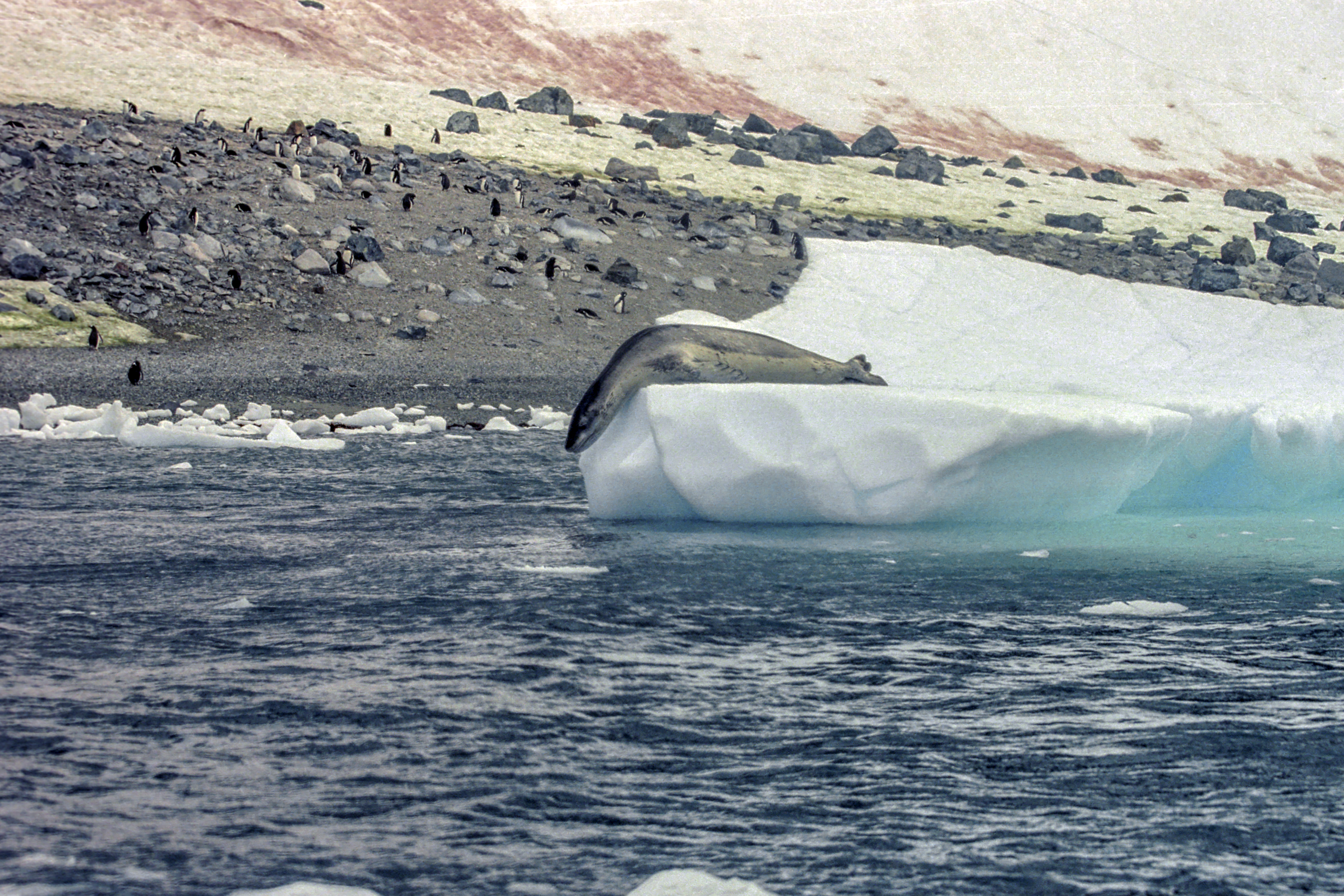
Foca leopardo descansando en una banquisa de hielo.

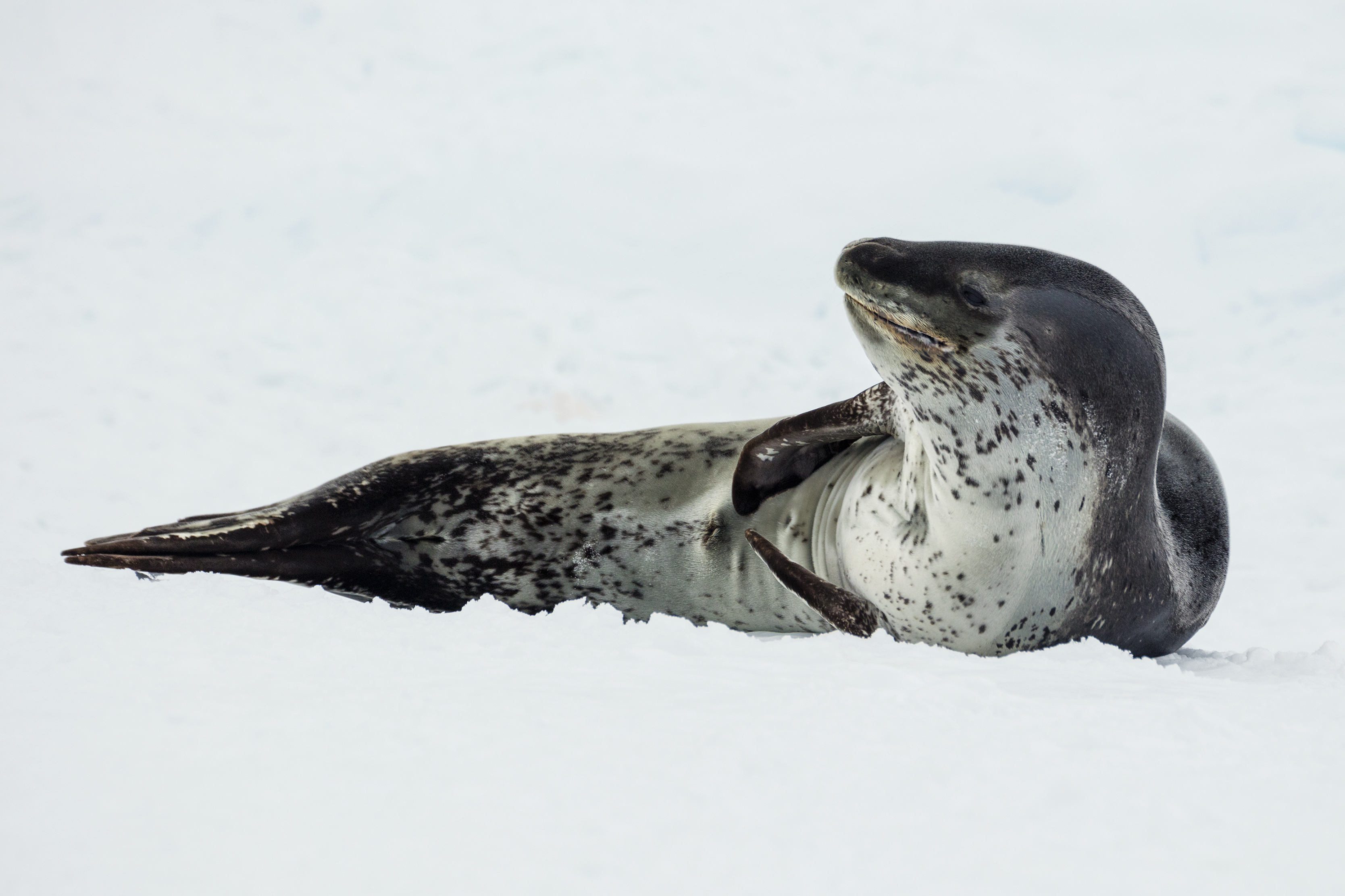
Foca leopardo en el hielo.

## Comportamiento

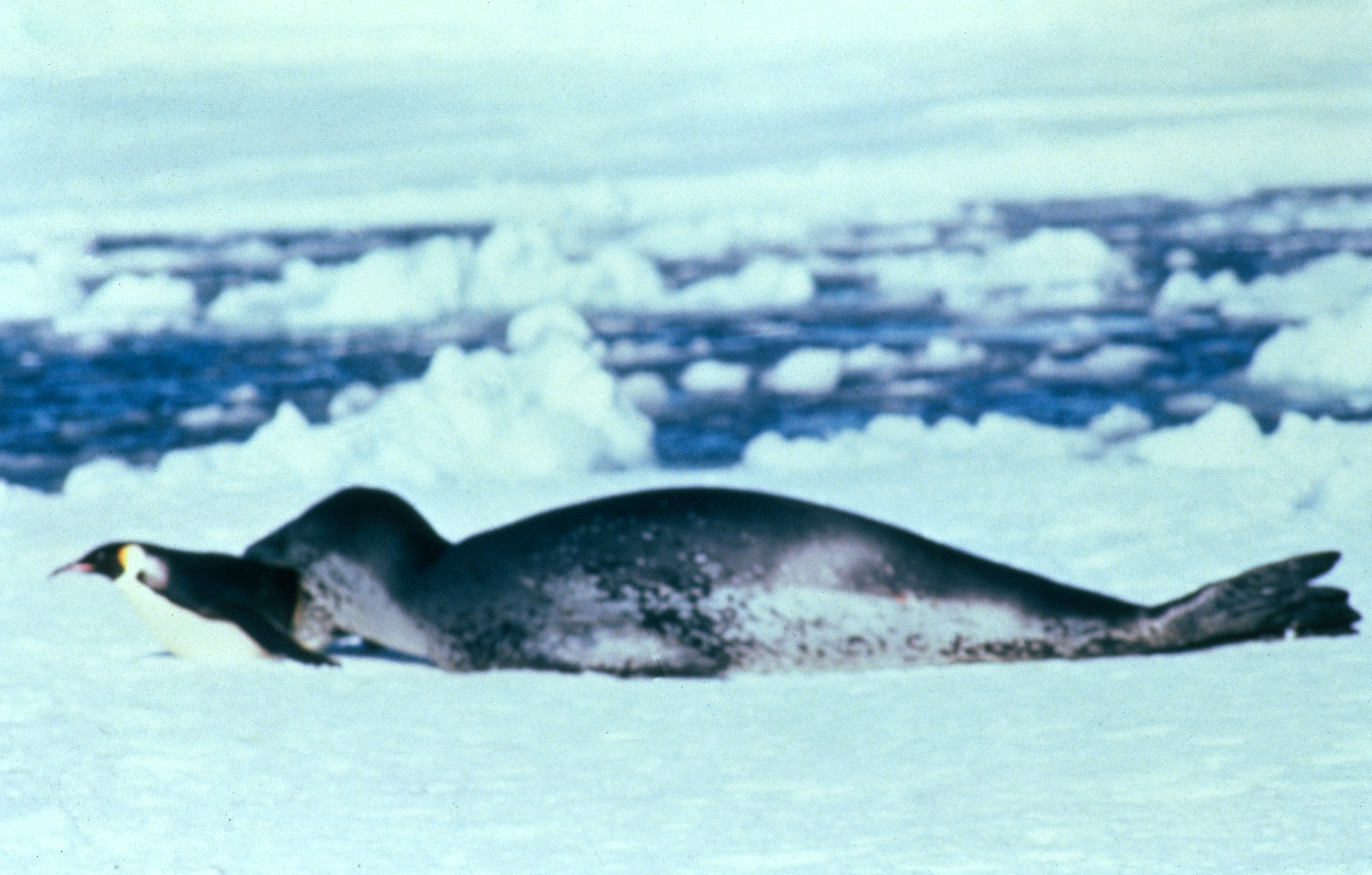
Una foca leopardo comiendo un pingüino emperador.

Vive en las aguas frías y las costas alrededor de la Antártida. Durante el verano caza entre la banquisa. En el invierno emigra a las islas subantárticas y ocasionalmente al sur de Australia, Sudáfrica, islas Cook, Argentina, Chile y Brasil. 
Consume todas las presas que quepan en su boca, como calamares, peces, huevos y carroña. También atacan a pingüinos bajo el agua y a las crías de otras focas, especialmente a las focas cangrejeras, siendo este uno de los pocos casos de pinnípedos que ataquen a otros con fines alimenticios.
El pingüino emperador suele ser la presa principal de los grandes ejemplares. Tras alcanzar la madurez sexual, estas aves se lanzan al agua por primera vez, cayendo víctimas en las fauces del leopardo marino.

## Depredadores
El único depredador natural de la foca leopardo es la orca.

## Reproducción
El verano antártico se extiende de noviembre a enero. En esta época, la hembra de la foca leopardo deja el agua y se instala en el hielo para dar a luz; come entonces más que de costumbre con el fin de prepararse para el ayuno posterior al parto. A diferencia de otras focas que paren en colonias, la leopardo lo hace sola. 
La cría recién nacida pesa unos 25 kg y mide 1,5 m de largo. Alimentada con la nutritiva leche de su madre aumenta de peso rápidamente. A las dos semanas más o menos muda su primera piel y se dirige al mar. Cuando es capaz de nadar sola deja de ser alimentada por su madre y empieza a valerse por sí misma. Luego la hembra puede volver a ser fecundada por un macho, pero el óvulo fertilizado no se implanta en el útero ni se desarrolla hasta pasados unos tres meses. De este modo el nacimiento de la cría se producirá durante el verano siguiente, cuando las condiciones para sobrevivir son más favorables.